# يوم مالكوم إكس
يوم مالكوم إكس أو ذكرى ميلاد مالكوم إكس هو يوم عطلة في بعض ولايات الاتحاد الأمريكي الشمالي تخليداً وتكريماً لمسيرة الداعية الإسلامى والمناضل لحقوق السود الحاج مالك الشباز، المعروف بمالكوم إكس، تم اختيار تاريخ 19 مايو من كل عام ليكون مخصصاً لهذه العطلة السنوية - وهو تاريخ ميلاد مالكوم - وأحياناً تكون في يوم الأحد من ثلاث اسبوع في شهر مايو، تعتبر ذكرى الميلاد عطلة رسمية في كل من ولاية كالفورنيا وفي أتلانتا ولاية جورجيا وفي العاصمة واشنطن، طالب الكثير من الناشطين بتوحيد هذه الذكرى مع ذكرى ميلاد مارتن لوثر كينغ الحقوقي الآخر في سبيل مطالب السود لتكونا عطلة فدرالية في كل ولايات الاتحاد. سجل التاريخ أول يوم للاحتفال بميلاد مالكوم إكس في عام 1971 في العاصمة واشنطن، كما لقيت هذه الذكرى معارضة من بعض مناوئي التيار العنفي في توضيحهم بأن مالكوم إكس كان داعيةً للعنف والثورة والقسوة على عكس الدكتور مارتن لوثر كينغ الذي يعتبر بطلاً حقيقياً ومتحضراً في أيعنهم.